# Raytheon Peregrine
Raytheon Peregrine – projekt amerykańskiego kierowanego pocisku rakietowego powietrze-powietrze firmy Raytheon.

## Historia
Projekt rozwijany jest przez amerykańskiego producenta z jego środków własnych. Projekt został ujawniony przez Raytheon na dorocznej konferencji Air Force Association w 2019 roku. Zdaniem firmy, nowy pocisk będzie mógł zastąpić rakiety AIM-120 AMRAAM i AIM-9 Sidewinder. W odróżnieniu od obydwu rakiet Peregrine jest znacznie od nich krótszy, mierzy zaledwie 1,8 metra w porównaniu do trzech metrów AIM-9 i ponad 3,5 metra AIM-120. Dzięki temu, obecnie eksploatowane samoloty 5 generacji będą potencjalnie mogły zabrać do swoich wewnętrznych komór uzbrojenia dwa razy więcej rakiet Peregrine niż pocisków AMRAAM lub Sidewinder. Peregrine ma dysponować zasięgiem większym niż AIM-120. Mocniejsza konstrukcja umożliwi zwiększenie zwrotności pocisku na bliskich dystansach w porównaniu do AIM-9. Peregrine ma być zdolny do zwalczania szerokiego zakresu celów: nieprzyjacielskich samolotów i śmigłowców, bezzałogowe statki powietrzne, pociski manewrujące. 